# Thomas Hardiman (rokometaš)
Thomas Joseph Hardiman, ameriški rokometaš, * 2. avgust 1947, Trenton, New Jersey.
Leta 1972 je na poletnih olimpijskih igrah v Münchnu v sestavi ameriške rokometne reprezentance osvojil 14. mesto.